# Santikhiri
Santikhiri (Thai: สันติคีรี früher: Mae Salong, แม่สลอง) ist ein Dorf im Landkreis (Amphoe) Mae Fa Luang der thailändischen Provinz Chiang Rai.

## Geografie
Santikhiri liegt etwa 40 km nordwestlich der Provinzhauptstadt Chiang Rai und sieben Kilometer östlich der Grenze von Thailand zu Myanmar auf 1107 Meter über NHN. Noch heute ist das Städtchen chinesisch geprägt. Wegen seiner Lage auf der Spitze des Bergs ist es ein beliebtes Touristenausflugsziel. In der Umgebung wird Tee und Kaffee angebaut.

## Geschichte
Es liegt in der Nähe der Grenze zu Myanmar. Santikhiri wurde 1961 als Mae Salong, von aus Myanmar flüchtenden Kuomintang-Chinesen des 93. Regiments unter Tuan Shi-Wen auf dem Berg Doi Mae Salong (ดอยแม่สลอง), gegründet.
Bis in die 1980er-Jahre wurde Santikhiri vom Opiumanbau dominiert. Der Rebellenführer Khun Sa hatte wenige Kilometer von Santikhiri sein Hauptquartier in Ban Hin Taek, bis er 1982 nach dreitägigen heftigen Kämpfen von der thailändischen Armee vertrieben wurde.

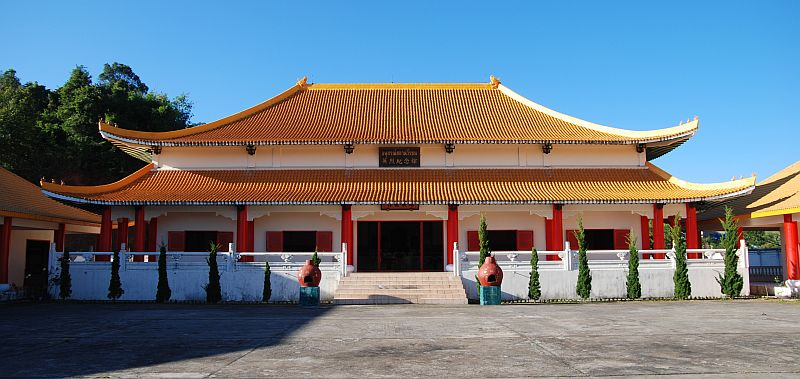
Gedenkstätte für die „Märtyrer“ der Kuomintang
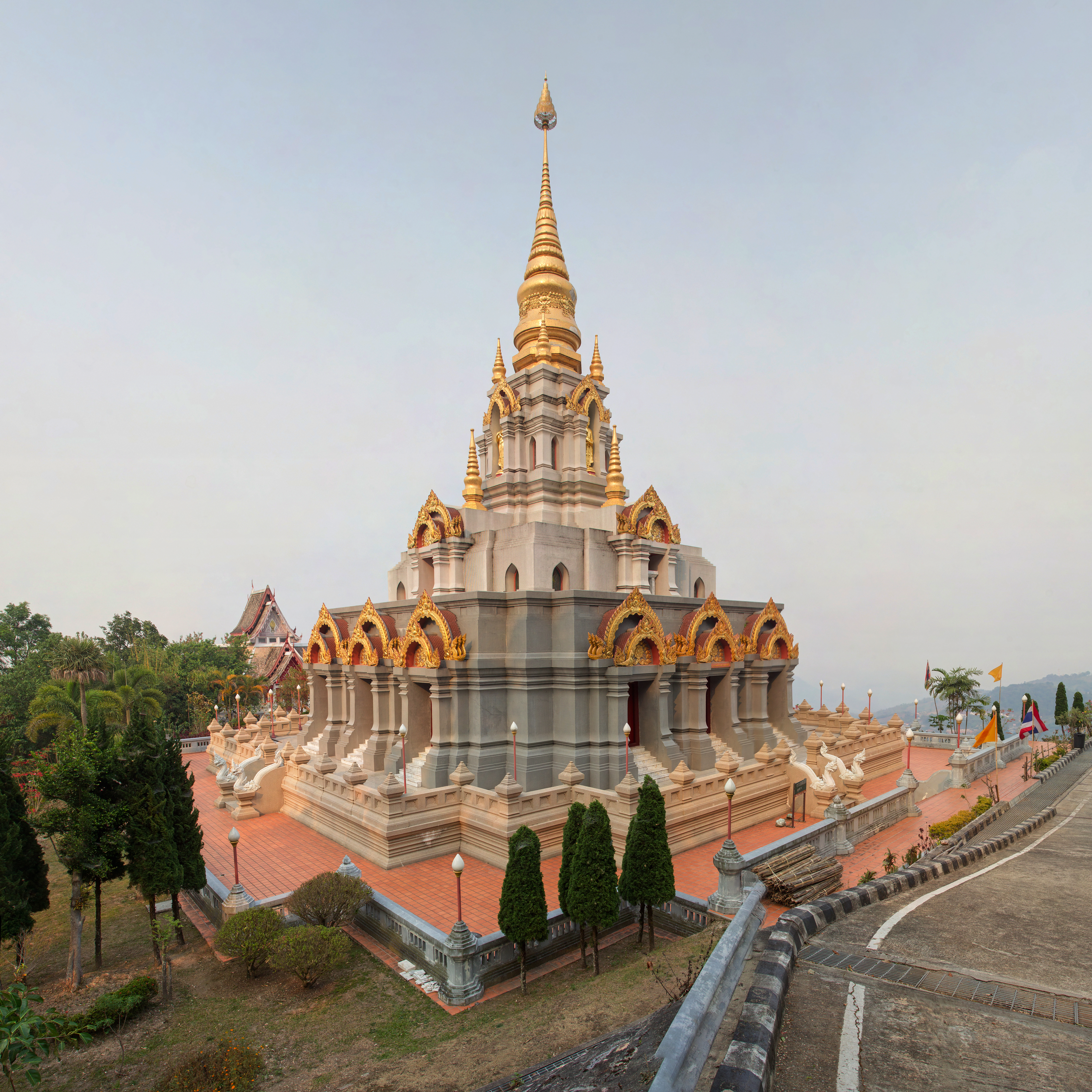
Phra Borommathat Chedi
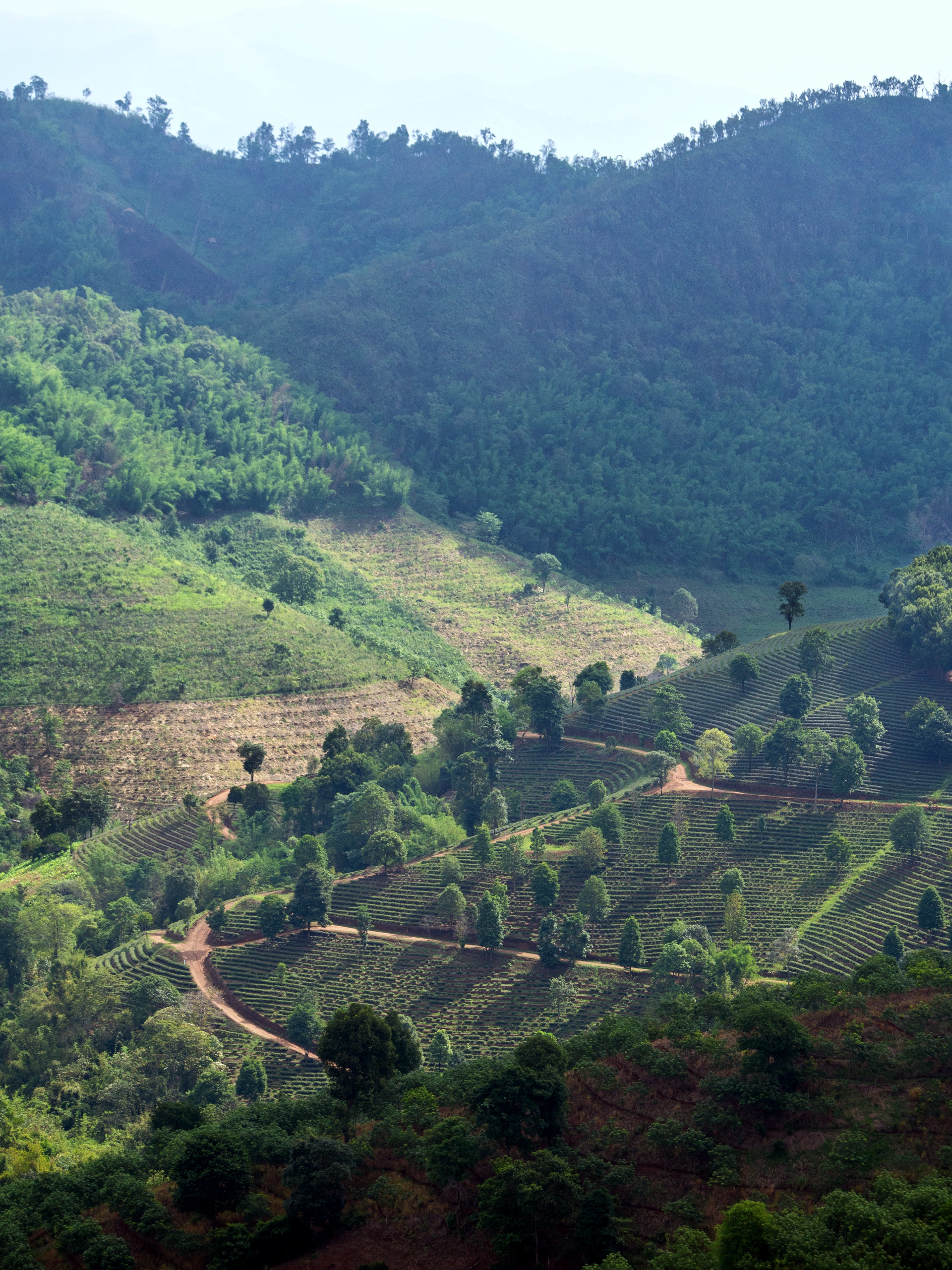
Teeplantagen bei Santikhiri